# The Merry Widow
|  | Per a altres significats, vegeu «La viuda alegre (pel·lícula de 1952)». |

The Merry Widow és una pel·lícula muda de la MGM dirigida per Erich von Stroheim i protagonitzada per Mae Murray i John Gilbert. Entre els actors no acreditats hi havia Joan Crawford, Clark Gable i Xavier Cugat. La pel·lícula, basada en l'opereta de Franz Lehár, es va estrenar el 26 d'agost de 1925 amb gran èxit, suposant uns guanys per a la productora de 758.000 dòlars.

## Argument
El príncep Danilo i el seu cosí el príncep Mirko hereu del petit regne de Monteblanco són de viatge quan coneixen Sally O'Hara, una ballarina de gira, que tots dos pretenen seduir. Sally accepta sopar amb Danilo que fa tot els possibles per seduir-la. Mirko els sorprèn en una situació compromesa i Danilo, enamorat de Sally, anuncia la seva intenció de casar-se amb ella. El rei Nikita i la reina Milena li prohibeix que es casi ja que es tracta d'una plebea, cosa que Mirko s'afanya a anunciar a Sally. Sally, creient que Danilo l'ha enganyada, es casa per despit amb el baró Sadoja, l'home més ric del regne. La nit de noces el baró mor d'emoció i Sally, hereva de la seva fortuna, se’n va a París, on és coneguda com la vídua alegre.
Com que és molt rica esdevé un bon partit per a tota la noblesa. Mirko la segueix a París amb la intenció de casar-s'hi i aconseguir la seva fortuna. Danilo, que encara l'estima, també viatja a París però Sally accepta casar-se amb Mirko per castigar-lo. Danilo bufeteja Mirko i el repta a un duel. Creient que Sally estima Mirko, Danilo permet que Mirko li dispari. Mirko mor però Danilo només és ferit. En aquell moment descobreix que Sally encara l'estima. El rei mor i Danilo es converteix en rei, prenent a Sally com a reina.

## Repartiment
- Mae Murray (Sally O'Hara)
- John Gilbert (príncep Danilo Petrovich)
- Roy D'Arcy (príncep Mirko)
- Josephine Crowell (reina Milena)
- George Fawcett (rei Nikita I)
- Tully Marshall (baró Sixtus Sadoja)
- Albert Conti (assistent militar de Danilo)
- Sidney Bracey (ajudant de cambra de Danilo)
- Hughie Mack (hostaler)

### no acreditats
- Edward Connelly (baró Popoff (ambaixador)
- Helen Howard Beaumont (noia del cor)
- Gertrude Bennett (Virginia)
- Bernard Berger (noi)
- Estelle Clark (perruquer francès)
- D'Arcy Corrigan (Horatio)
- Joan Crawford (ballarina)
- Xavier Cugat (director d'orquestra)
- Anielka Elter (música amb els ulls embenats)
- Dale Fuller (serventa de Sadoja)
- Clark Gable (ballarí)
- Edna Tichenor (Dopey Marie)
- Zalla Zarana (Christine)